# Comuna Bronîkî, Novohrad-Volînskîi
Bronîkî (în ucraineană Брониківська сільська рада) este o comună în raionul Novohrad-Volînskîi, regiunea Jîtomîr, Ucraina, formată din satele Bronîkî (reședința), Kropîvnea, Marușivka și Romanivka.

## Demografie
Componența lingvistică a comunei Bronîkî
     Ucraineană (94,09%)
     Rusă (5,65%)
     Alte limbi (0,1%)
Conform recensământului din 2001, majoritatea populației comunei Bronîkî era vorbitoare de ucraineană (94,09%), existând în minoritate și vorbitori de rusă (5,65%).